# ثابت کوری
ثابت کوری یک ثابت مربوط به مواد است که پذیرفتاری مغناطیسی آن‌ها را به دما مرتبط می‌سازد. ثابت کوری در دستگاه یکاهای SI چنین بیان می‌شود:
{\displaystyle C={\frac {\mu _{0}\mu _{B}^{2}}{3k_{B}}}Ng^{2}J(J+1)}
که در آن {\displaystyle \mu _{0}} نفوذپذیری مغناطیسی، {\displaystyle N} تعداد مولکول‌ها یا اتم‌های مغناطیسی در واحد حجم ٬{\displaystyle g} عامل جی لانده، {\displaystyle \mu _{B}}، (9.27400915e-24 J/T or A·m۲) مگنتون بور، {\displaystyle J} عدد کوانتومی تکانه زاویه‌ای و {\displaystyle k_{B}} ثابت بولتزمان است.
برای یک سامانهٔ دومرحله‌ای با گشتاور مغناطیسی {\displaystyle \mu } رابطه می‌شود:
{\displaystyle C={\frac {1}{k_{B}}}N\mu ^{2}}
این ثابت، در قانون کوری استفاده می‌شود. این قانون می‌گوید که برای یک میدان مغتاطیسی با شدت ثابت، مغناطش یک ماده تقریباً رابطه‌ای معکوس با دما دارد:
{\displaystyle \mathbf {M} ={\frac {C}{T}}\mathbf {B} }
این رابطه اولین بار توسط پیر کوری به دست آمد.
به دلیل رابطه بین پذیرفتاری مغناطیسی {\displaystyle \chi } و {\displaystyle \scriptstyle \mathbf {M} } و {\displaystyle \scriptstyle \mathbf {H} }:
{\displaystyle \chi ={\frac {\mathbf {M} }{\mathbf {H} }}}
این رابطه نشان می‌دهد که برای سامانه‌ای پارامغناطیسی از گشتاورهای مغناطیسی غیربرهم‌کنش‌کننده ٬مغناطش {\displaystyle \scriptstyle \mathbf {M} } با {\displaystyle T} رابطه معکوس دارد.

## نوشتارهای مرتبط
- پارامغناطیس
- قانون کوری